# Triopha catalinae
Triopha catalinae is een slakkensoort uit de familie van de Polyceridae. De wetenschappelijke naam van de soort is voor het eerst geldig gepubliceerd in 1863 door Cooper.